# Onorato Damen
Onorato Damen (Monte San Pietrangeli, Italia, 4 de diciembre de 1893 – Milán, Italia, 14 de octubre de 1979) fue un político italiano, comunista revolucionario e internacionalista.

## Biografía
Militó muy joven en las filas del Partido Socialista Italiano, participando en las primeras batallas contra el reformismo de Filippo Turati. Con poco más de veinte años, al estallido de la Primera Guerra Mundial, fue mandado al frente con el grado de sargento. Al término de las hostilidades, fue degradado a soldado raso, tras una condena a dos años de cárcel por derrotismo impuesta por el Tribunal de guerra. Vuelto a la libertad, en 1919, retomó la actividad política, escribiendo en el periódico socialista de Fermo, La Lotta (La Lucha). Posteriormente colaboró con la Cámara del Trabajo de Bolonia y fue luego secretario del comité municipal de las ligas de Granarolo dell'Emilia (Bolonia). Apoyó las posiciones de la Izquierda Comunista Italiana, que llevaron a la fundación del Partido Comunista de Italia (1921). En ese periodo, como secretario de la Cámara Laboral de Pistoia y responsable del periódico l'Avvenire (el Porvenir), se convirtió en blanco de magistrados y autoridades de seguridad pública del Reino de Italia y luego de los fascistas. Durante un desfile en los alrededores de Poggio a Caiano, estalló un tiroteo entre comunistas y fascistas, que se saldó con la muerte de un mussoliniano y otros dos heridos. Damen, aunque fue absuelto de la imputación de homicidio, cumplió tres años de prisión en la cárcel de las Murate de Florencia. Tras su liberación, el Partido juzgó oportuno que se mudara clandestinamente a Francia, en calidad de su representante en el Bureau Politique del Partido Comunista Francés. Fue responsable de la edición italiana de L'Humanité (La Humanidad), instituida en consecuencia de la creciente afluencia de comunistas italianos obligados al exilio por el régimen fascista.
En 1924, vuelto a Italia, fue elegido diputado en el distrito de Florencia. Mientras tanto, la fractura en el Partido entre la nueva dirección cercana a Moscú y el ala izquierda se volvía más patente. En 1925, con Luigi Repossi y Bruno Fortichiari, Damen fue entre los promotores del Comitato d'Intesa (Comité de Entente) para defender la obra y las posiciones de la Izquierda. El 8 de noviembre de 1926 fue confinado en la Isla de Ustica por el régimen fascista y, en diciembre, fue enviado de nuevo a la cárcel de las Murate de Florencia, para ser juzgado en el proceso contra los comunistas florentinos por complot contra el Estado. El Tribunal Especial lo condenó con una sentencia de 12 años de encierro, de los cuales cumplió 7 en las cárceles de Saluzzo, Pallanza, Civitavecchia (donde organizó un motín de prisioneros) y Pianosa. En 1929 fue expulsado por el Partido, junto a la mayoría de los militantes del ala izquierda. A finales de 1933, en Italia fue proclamada una amnistía general en ocasión del décimo aniversario del fascismo. Damen fue mandado a Milán en régimen de libertad vigilada por 5 años. Sin embargo, considerado "comunista irreducible", fue parado en varias ocasiones durante los años siguientes, siendo acusado de propaganda comunista. Cuando Italia entró en guerra, en 1940, fue confinado hasta la caída del fascismo.
Durante este período dramático, Damen tuvo un papel de primer plano en la fundación del Partido Comunista Internacionalista, en abierta contraposición al Partido Comunista Italiano liderado por Palmiro Togliatti y al estalinismo. No faltaron divergencias prácticas y teóricas sobre la naturaleza social de la Unión Soviética, las perspectivas de la fase en curso, la organización y el papel del Partido y de los sindicatos. Según Damen, la situación podía tener una rápida evolución, así que era necesario prepararse reforzando el Partido y participando activamente en los movimientos de lucha proletaria. A esta postura, definida "activista", se opusieron Amadeo Bordiga y Bruno Maffi, cuya postura "expectante" los llevaba a considerar que los tiempos de una recuperación revolucionaria estaban aún lejos, privilegiando la reflexión teórica para "restaurar" el marxismo, pero sin descuidar el compromiso en las luchas.
En el Segundo congreso del Partido (Milán, 1952) se produjo la escisión: el ala de Damen conservó los periódicos históricos Battaglia Comunista (Batalla Comunista) y Prometeo, mientras que la otra inició la publicación del quincenal il programma comunista (el programa comunista). Tras la división, las recíprocas posiciones se definieron aún más claramente. En particular, retomando las tesis de Rosa Luxemburgo sobre la cuestión nacional y colonial, Damen rechazó el apoyo a los movimientos de liberación nacional que, en aquellos años, dominaban la escena política internacional, marcando las distancias del tercermundismo. Fue disponible al diálogo y, a veces, a la colaboración con otras formaciones políticas de la Izquierda comunista, como Socialisme ou Barbarie en Francia, News and Letters en los Estados Unidos, Fomento Obrero Revolucionario de Grandizo Munis, Azione Comunista, Unità Proletaria y la trotskista Lega Comunista Rivoluzionaria de Livio Maitan en Italia. Junto a la reflexión teórica, Damen mantuvo vivo el compromiso militante. En sus últimos años de vida participó en conferencias y encuentros con otras formaciones de la Izquierda comunista internacional, en la perspectiva de la futura internacional revolucionaria.

## Obra literaria
- Bordiga valori e limiti d'una esperienza (Bordiga valores y límites de una experiencia, 1975)
- Gramsci tra marxismo e idealismo (Gramsci entre marxismo e idealismo, 1977)
- Artículos en Battaglia Comunista, A. XXXVIII, n. 14, 10-31 de octubre de 1979.